# Spoiler (aéronautique)
Pour les articles homonymes, voir spoiler.

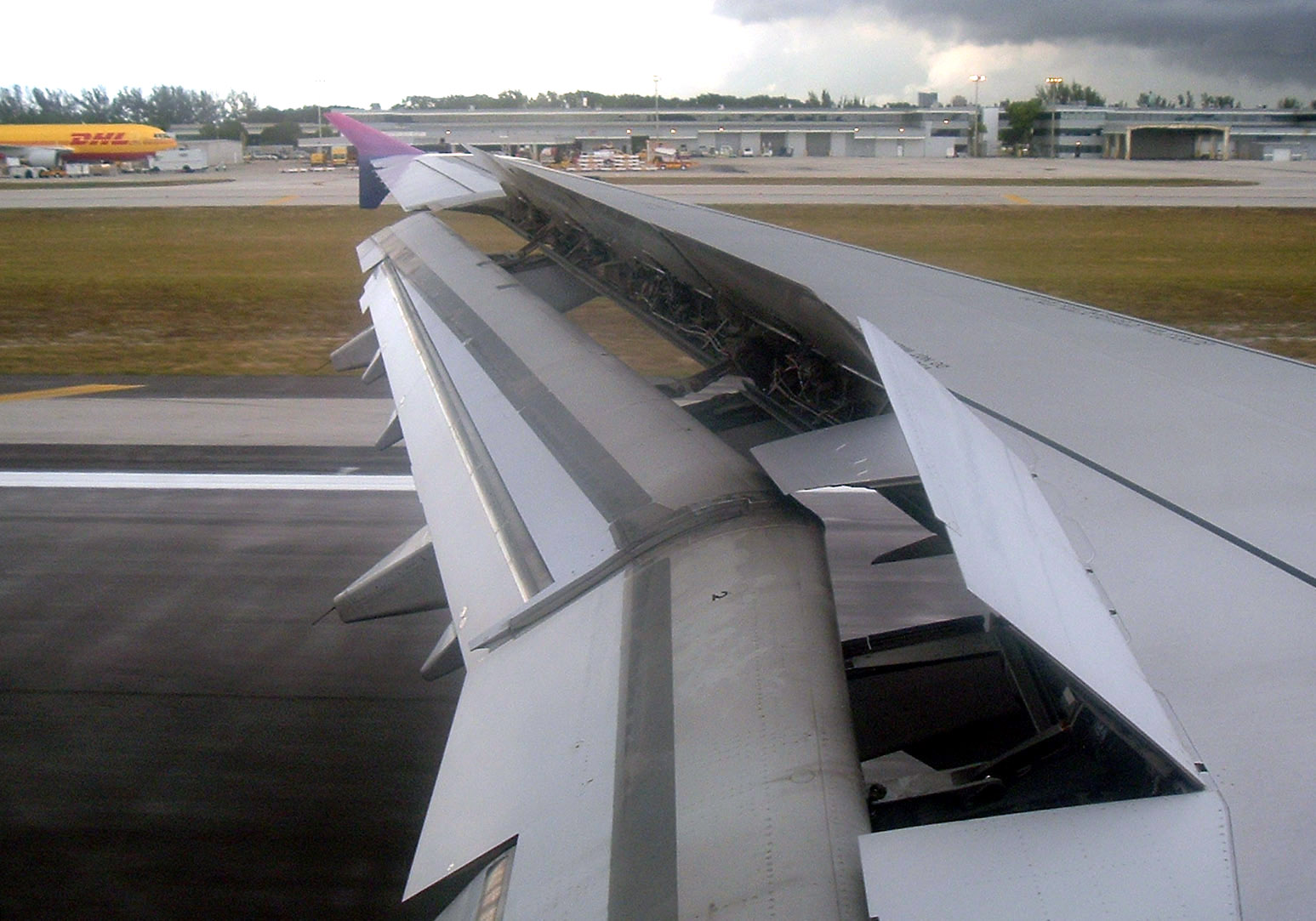
Soulèvement de spoiler lors d'un atterrissage d'un Airbus A321.

Un spoiler, anglicisme pour réducteur ou destructeur de portance, aussi appelé aérofrein, est un dispositif mobile rectangulaire situé sur l'extrados d'une aile d'avion (notamment les avions de ligne) et dont la sortie augmente la traînée et diminue la portance.
Les spoilers font ainsi office d'aérofreins en descente ou après l'atterrissage. Pendant le vol, ils permettent de limiter le facteur de charge induit par les turbulences donc la fatigue de l'aile (en améliorant le confort des passagers). Leur sortie dissymétrique agit en tant que gouverne de gauchissement en complément des ailerons.
Avec les volets hypersustentateurs, les becs de bord d'attaque et les compensateurs, ils font partie des commandes de vol secondaires.

## Implantation et fonctionnement

Le déflecteur 9 est un spoiler air-sol et le 10, un de sol.

Les réducteurs de portance sont généralement des plaques, faites en métal, pouvant sortir perpendiculairement au flux d'air. Ils sont généralement positionnés en avant des volets, mais jamais devant les ailerons à cause des perturbations de l'écoulement qu'ils provoquent à leur sortie.
On peut en distinguer deux groupes:
- ceux dit sols, situés près de l'emplanture de l'aile et ne pouvant être activés qu'au sol lors du freinage ;
- ceux dit air-sols, situés après les spoilers sols et pouvant être activés en vol.

Le pilote peut en ajuster la sortie soit en position basse (aucune influence sur l'écoulement de l'air) ou en position haute (influence maximale sur l'écoulement) à l'aide d'une manette située dans le cockpit. On dit qu'un spoiler sort lorsqu'il passe de la position basse à la position haute et qu'il rentre lorsqu'il fait le mouvement inverse. Sur certains avions, il est possible de les armer en préparation de l'atterrissage. Dans ce cas, ils sortiront automatiquement dès que l'avion touchera le sol et que le pilote mettra les gaz à plein réduit. Ils rentreront de manière automatique si le pilote doit remettre les gaz pour un redécollage d'urgence.

## Principe physique

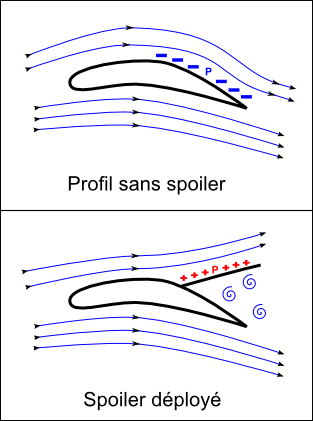
Schéma de principe illustrant l'écoulement autour d'un déflecteur.

### Influence sur l'écoulement de l'air
Lorsqu'un déflecteur est sorti, il dévie le filet d'air circulant sur l'extrados du profil de l'aile : il s'y crée alors une surpression. L'effort résultant de cette surpression peut être reporté dans la même base que les composantes aérodynamiques de l'aile. Il en résulte que :
- la portance globale de l'aile va diminuer ;
- la traînée de l'aile va augmenter.

Une autre conséquence de sa sortie est la transformation de l'écoulement, attaché et cohérent, en écoulement tourbillonnant au passage du spoiler. Les surfaces placées en arrière des spoilers n'assurent donc plus leurs fonctions de portance et de traînée. C'est pour cette raison que les ailerons ne sont jamais placés en arrière de ceux-ci: la manœuvrabilité de l'avion s'en trouverait fortement dégradée.

### Conséquences sur l'avion
Les spoilers d'un avion peuvent être utilisés de manière :
- symétrique pour ajuster le taux de descente de l'avion, le ralentir et/ou lors du freinage sur piste ;
- asymétrique pour les virages.

#### Utilisation symétrique
Les spoilers permettent d'ajuster la portance de l'avion et ont une influence sur la traînée. 
Utilisés en vol, ils permettent donc d'augmenter le taux de descente de l'avion (destruction de la portance) sans que celui-ci prenne de la vitesse (augmentation de la traînée). Cette fonction des spoilers est particulièrement utilisée lors de l'approche où le pilote veut freiner l'avion tout en ayant une pente de descente précise.
Au sol, les spoilers freinent l'avion aérodynamiquement comme en vol (augmentation de la traînée d'environ 50 %). Mais comme ils détruisent les effets de portance, l'avion est alors plaqué sur la piste par son propre poids, ce qui augmente l'efficacité du freinage des roues (augmentation de la charge de 200 %). Ce dernier point est la raison principale de l'utilisation des spoilers au sol.

#### Utilisation asymétrique
Utilisés asymétriquement, les spoilers génèrent des moments de lacet et de roulis favorables au virage (procédure utile à basse vitesse, quand les ailerons ont moins d'efficacité).  
En effet, lorsque les spoilers sont actionnés de manière dissymétrique, l'aile où le spoiler est sorti subit une plus forte traînée (influence sur le lacet) et une chute de portance (influence sur le roulis). Ce phénomène suffit à mettre l'avion en virage, mais en réalité, les avions n'emploient presque jamais les spoilers seuls pour effectuer un virage : l'augmentation de la traînée qui en résulterait étant néfaste aux performances (hausse de la consommation de kérosène).
Par contre, employés en coordination avec les ailerons lors d'un virage, les spoilers permettent de contrer le lacet inverse et donnent plus de précision au pilote.
Si le pilote a déjà sorti partiellement les spoilers pour gérer sa vitesse et son taux de descente, ceux-ci agiront de manière différentielle : les spoilers à l'intérieur du virage sortiront légèrement tandis que ceux à l'extérieur du virage rentreront légèrement. 

#### Effets de cabrage
La sortie des spoilers modifie le centrage de l'appareil. Sur certains avions, ce phénomène se traduit par une tendance à cabrer. Cet effet doit être prévu et compensé par le pilote lors de leur sortie.

## Réalisation
Les spoilers des avions de ligne sont souvent commandés par des systèmes électro-hydrauliques.

### Partie commande

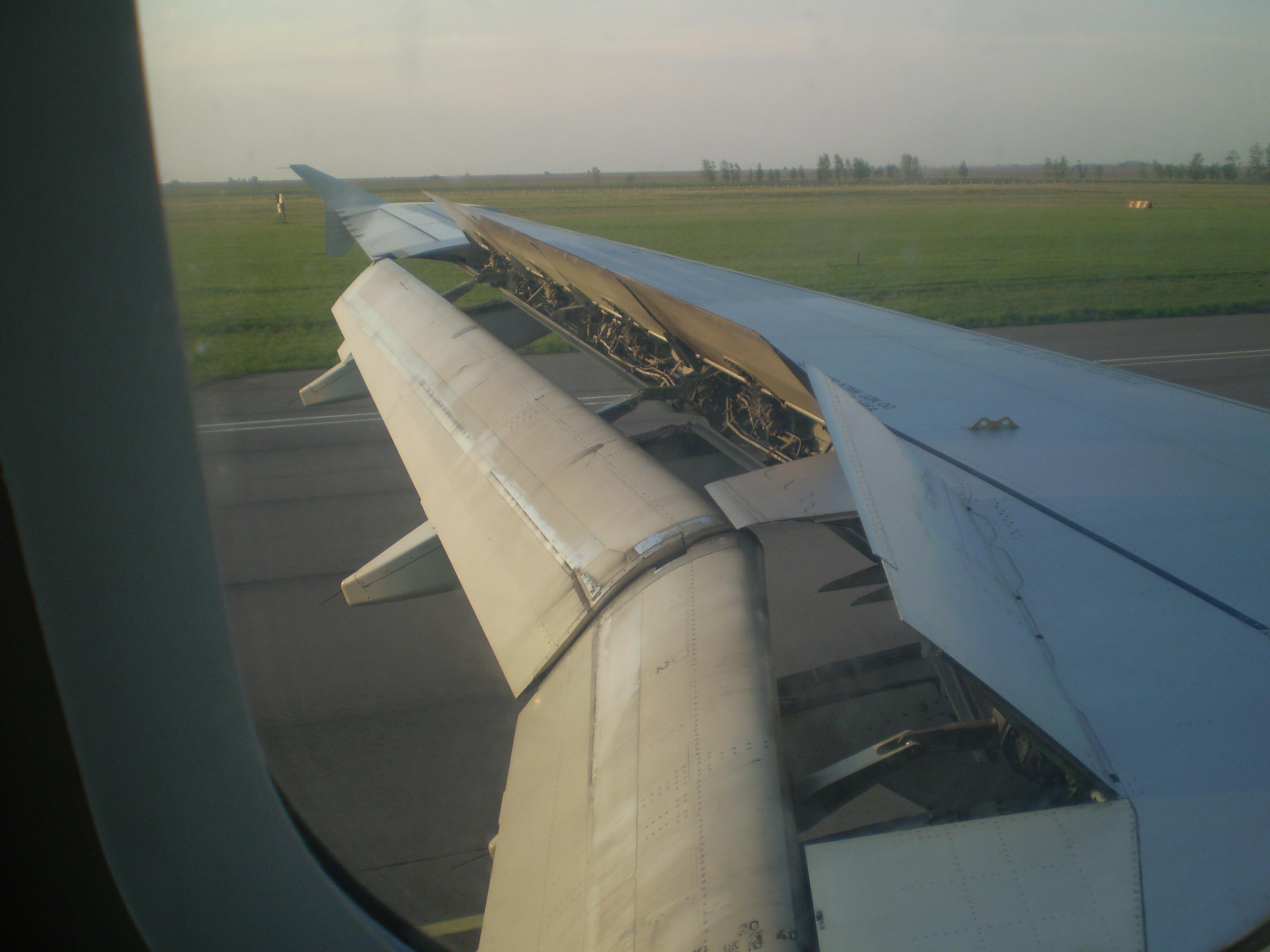
Spoilers sortis (ici sur un A319 lors d'un atterrissage à Moscou).

Souvent électrique, ce système va gérer la configuration des spoilers en fonction des paramètres de l'avion. Dans le cas d'un Boeing 737, il prend en compte :
- la configuration de l'appareil (vol/sol). Pour cela, il détecte la position du train, la compression des amortisseurs, la vitesse des roues et la hauteur donnée par radioaltimètre ;
- la position de la manette des spoilers ;
- la position de la manette des gaz ;
- la position des ailerons (virage).

La tige du vérin du spoiler est asservie en déplacement par rapport à la manette des spoilers. Son déplacement est traité par deux unités de commandes (l'une contrôle le vérin et l'autre assure la fonction de surveillance).

### Circuit de puissance
Le circuit de puissance des déflecteurs est hydraulique sur la majorité des avions de ligne (Airbus, Boeing…). L'actionneur employé est un vérin hydraulique. Lorsque l'unité de commande ordonne le déplacement du spoiler, le fluide sous pression est envoyé dans la chambre du vérin qui convient, ce qui permet de le faire sortir ou rentrer. Un système mécanique (biellette) assure la cinématique correcte de l'ensemble.
Dans le cas d'une perte de pression (fuite, panne), un clapet antiretour permet aux pressions de s'équilibrer de part et d'autre du vérin. L'action des forces aérodynamiques sur le spoiler suffit alors à le faire rentrer.